# 3 septembre 1908
Le jeudi 3 septembre 1908 est le 247e jour de l'année 1908.

## Naissances
- Alex Curling (mort le 22 août 1987), avocat et homme politique costaricain
- Colin Laird (mort à une date inconnue), joueur de rugby
- Lev Pontriaguine (mort le 3 mai 1988), mathématicien russe
- Lothar Stengel-von Rutkowski (mort le 24 août 1992), médecin, poète et partisan de l'eugénisme sous le régime nazi
- Matthew Black (mort le 2 octobre 1994), professeur de critique biblique britannique
- Salim (mort le 13 octobre 2008), peintre indonésien
- Willis Franklin Jefcoat (mort le 4 novembre 2001), homme politique canadien

## Décès
- Lionel Sackville-West (né le 19 juillet 1827), diplomate britannique, 2e baron Sackville
- Standing Bear (né vers 1829), chef amérindien et militant des droits civiques